# Walter Quakernack
Walter Friedrich Wilhelm Quakernack, född 9 juli 1907 i Senne, död 11 oktober 1946 i Hameln, var en tysk SS-Oberscharführer och dömd krigsförbrytare. Han var medlem av den politiska avdelningen (Lager-Gestapo) i Auschwitz och chef för krematorierna i Auschwitz Stammlager, även kallat Auschwitz I.

## Biografi

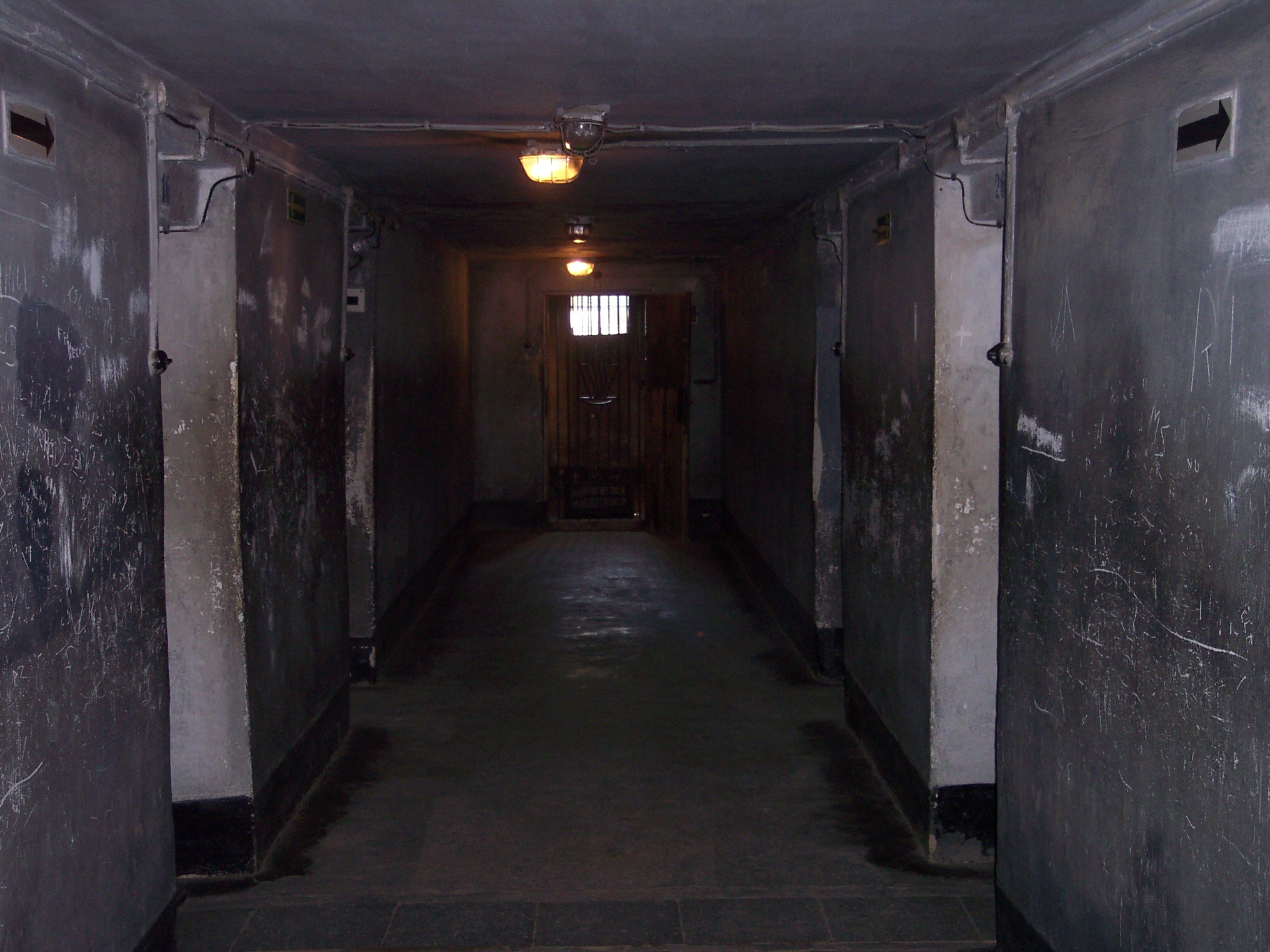
Interiör från Block 11 i Auschwitz.

Quakernack blev medlem i Nationalsocialistiska tyska arbetarepartiet (NSDAP) 1931 och SS två år senare. Nazisterna inrättade i maj 1940 koncentrations- och arbetslägret Auschwitz och Quakernack anlände till lägret månaden därpå. År 1941 blev han chef för krematorierna i Auschwitz och närvarade i september nämnda år vid den första massgasningen med Zyklon B. Offren var sovjetiska krigsfångar.
Maximilian Grabner, chef för Lager-Gestapo, införde 1941 nackskott som avrättningsmetod. Bland de SS-män som personligen dödade interner på detta vis fanns Quakernack, Bruno Schlage, Wilhelm Boger och Oswald Kaduk. I Block 11 torterades fångar av bland andra Quakernack. Männens testiklar stack han med stålnålar och i kvinnornas vaginor förde han in glödheta stolpiller.
I april 1944 blev Quakernack chef för Laurahütte, ett satellitläger till Auschwitz III Monowitz. När Auschwitz-komplexet utrymdes i januari 1945, fördes internerna i Laurahütte till Hannover-Mühlenberg, som var ett av Neuengammes satellitläger. I april 1945 evakuerades även detta läger och fångarna tvingades på order av Quakernack iväg på en dödsmarsch till Bergen-Belsen. Fångarna anlände dit den 8 april; en vecka senare befriades lägret av de allierade.
Efter ankomsten till Bergen-Belsen begav sig Quakernack till området kring Hamburg för att ansluta sig till en stridsenhet. Han greps i början av juli 1945 och ställdes i maj 1946 inför rätta i den andra Belsenrättegången. Quakernack dömdes till döden och avrättades genom hängning i Hameln den 11 oktober samma år.